# Trilha Sihanouk
A Trilha Sihanouk foi um sistema de abastecimento logístico no Camboja usado pelo Exército Popular do Vietnã e seus guerrilheiros vietcongues durante a Guerra do Vietnã (1960–1975). Entre 1966 e 1970, esse sistema operou da mesma maneira e serviu aos mesmos propósitos da muito mais conhecida trilha Ho Chi Minh (a Estrada Truong Son para os vietnamitas do norte), que atravessava a parte sudeste do Reino do Laos. O nome é de origem estadunidense, já que os norte-vietnamitas consideravam o sistema parte integrante da rota de abastecimento supracitada. As tentativas dos Estados Unidos de interditar esse sistema começaram em 1969.

## Conexão com Sihanoukville (1966–1968)
O príncipe Norodom Sihanouk governava o Camboja desde que o país adquiriu sua independência  da França em 9 de novembro de 1953. Sihanouk considerava inevitável o triunfo dos comunistas no Sudeste Asiático e que as forças armadas do Camboja seriam incapazes de derrotar o Vietnã do Norte, mesmo com o apoio estadunidense. Em 10 de abril de 1965, ele cortou as relações diplomáticas do país com os Estados Unidos. Passou a buscar apoio estrangeiro da China, tanto econômica quanto politicamente.
Sihanouk fez um acordo com os chineses: em outubro de 1965, recursos militares do Vietnã do Norte começaram a transitar pelo porto cambojano de Sihanoukville. De lá, eram transportados nas áreas fronteiriças até as bases norte-vietnamitas.

## Operação Menu (1969-1970)
Em 11 de maio de 1969, Sihanouk retomou as relações diplomáticas com os Estados Unidos. Em 18 de março, Richard Nixon, que havia antecipado este evento, ordenou secretamente o bombardeio por B-52s das bases de fornecimento da trilha Sihanouk no leste do Camboja, esta foi a Operação Breakfast. Seguiram-se as operações Lunch, Snack, Dinner, Dessert e Supper, que consistiram em 3.630 surtidas de bombardeiros ao longo de 14 meses. Todas essas operações foram denominadas de Operação Menu.